# 角田貴志 (俳優)
角田 貴志（すみた たかし、1978年3月2日 - ）は、日本の俳優、デザイナー、脚本家である。大阪府出身。京都を拠点に活動する劇団「ヨーロッパ企画」に所属。

## 人物
2004年の第16回公演「インテル入ってない」よりヨーロッパ企画に参加。ヨーロッパ企画の母体となった同志社大学の同志社小劇場出身ではなく、土佐和成、西村直子とともにオーディション入団1期生。オーディション合格にあたってはイラストが描けることが決め手となった。
筋トレに励んでおり、ベンチプレスで100kgを上げることができる。

## 出演

### 映画
- 曲がれ！スプーン（2009年・監督：本広克行）
- 鍵泥棒のメソッド（2012年・監督：内田けんじ）
- ドロステのはてで僕ら（2020年・監督：山口淳太） - フルヤ 役
- リバー、流れないでよ（2023年6月23日、監督：山口淳太） - 料理長 役[5]

### テレビドラマ
- 炎の転校生REBORN（2017年11月10日～・Netflix）
- 遺留捜査（2017年・テレビ朝日）
- 天才脚本家 梶原金八（2014年・時代劇専門チャンネル）
- 天才刑事・野呂盆六Ⅵ（2011年・テレビ朝日／朝日放送）
- 救命病棟24時（2009年・フジテレビ）
- カンテーレ（2008年・関西テレビ）
- ヨーロッパ企画のロケコメ!1・2（2005年 2007年・朝日放送テレビ）
- こづかい3万円劇場（2007年・関西テレビ）
- チャンネルはそのまま!（2019年3月18日 - 2019年3月22日、北海道テレビ放送） - 益田 役
- 浦安鉄筋家族（2020年4月11日～・テレビ東京）- 浅野 役
- 全っっっっっ然知らない街を歩いてみたものの 第2話（2021年3月29日、フジテレビ）
- あのときキスしておけば（2021年4月30日～・テレビ朝日）- 生馬忠士 役
- あいつが上手で下手が僕で（2021年・日本テレビ） - 前田ダイヤモンドヘッド 役

### その他テレビ
- 雨天中止ナイン（2014年、テレビ東京）スミタ役
- 第1話（2019年、2020年、テレビ大阪）角田貴志役
  - シーズン1・グルメドラマ「なにわのグルメ記者 味旨美味子」、シーズン2・大家族ドラマ「小嶋家の人々」で脚本・監督兼任。

### 舞台
ヨーロッパ企画の舞台の出演については「ヨーロッパ企画#演劇公演」を参照
- 芝浦ブラウザー（2011年・東京グローブ座＋パルコPRESENT）
- 拡散していく、彼女（2012年・stackpictures produce）
- LIMIT（2013年・LAB. #2・脚本、出演)
- 夜は短し歩けよ乙女(2021年)

### テレビCM
- JCB「カエルくんとの二宮くん」（2012年）
- オロナミンC（2010年）
- 三井住友海上「GK大きな安心篇」（2009年）
- 森永製菓「チョコモナカジャンボ」（2007年）

### ラジオCM
- 「イシダのハカリ」（2007年～）

### イラスト
- 煩悩短編小説（2012年・幻冬舎）
- 呼びタメ　入矢麻衣×ヒガリノDVD（2012年・SMA）

### ウェブ
- ロート製薬「ハウツー男泣き ～瞳を濡らす快感テクニック～」
- およげないん 京都激闘篇 第4話（2025年2月16日、東映特撮ファンクラブ） - 記者 役

### 雑誌
- 「もっちゃり！おまかせ！プロもん太」連載（PARCO CITY FLYER）

### イベント
- 「宮本茂PAO～モノを作らなソンやと思わへん？」（2011年・経済産業省）

## 脚本
出演も兼ねる場合は出演項目参照。

### テレビ（脚本）
- 銀河銭湯パンタくん」シリーズ構成・脚本・キャラクターデザイン（2013年～・NHK Eテレ）
- 京都インディーズ・ジョーンズ（2018年～・KBS京都）
- 大阪環状線～ひと駅ごとの愛物語～・#6福島駅「屋根の暗号」脚本（2016年・関西テレビ）

### 映画（脚本）
- 映画 すみっコぐらし とびだす絵本とひみつのコ（2019年・監督：まんきゅう[6]）
- 映画 すみっコぐらし ツギハギ工場のふしぎなコ（2023年・監督：作田ハズム）

### 配信（脚本）
- リラックマと遊園地（2022年・Netflix）